# Fritz Haferkamp

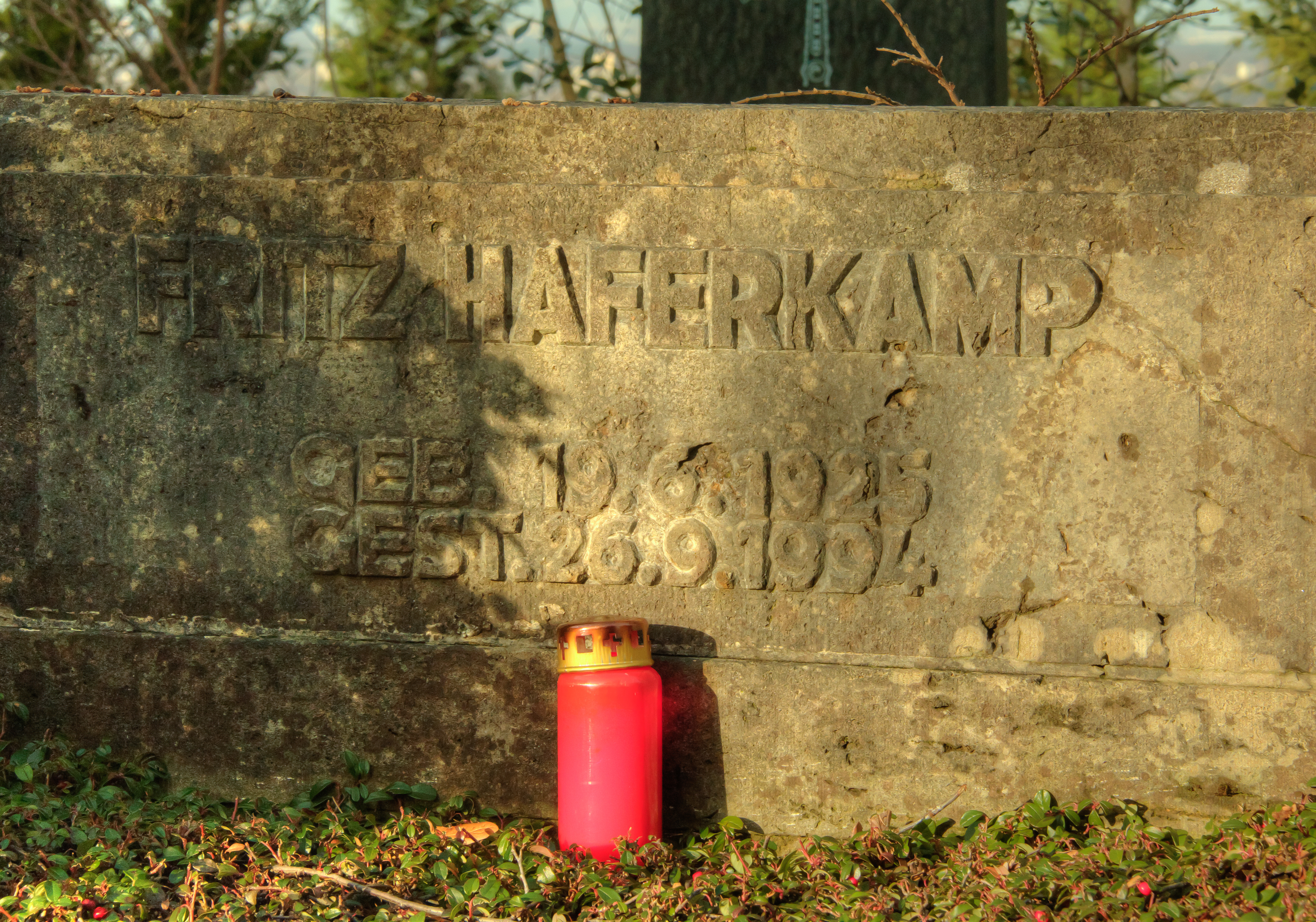
Grabstätte Fritz Haferkamps auf dem Friedhof in Bensberg

Fritz Haferkamp (* 19. Juni 1925 in Köln; † 26. September 1994; vollständiger Name: Walter Friedrich Haferkamp) war ein deutscher Architekt. Er war ab etwa 1952 im Hochbauamt der Stadt Köln tätig; unter seiner Leitung entstand das neue Gebäude für das Historische Archiv der Stadt Köln an der Severinstraße, dessen Klimatisierungslösung – die „Kölner Lösung“ – über Jahrzehnte international als wegweisend galt.

## Leben und Werk

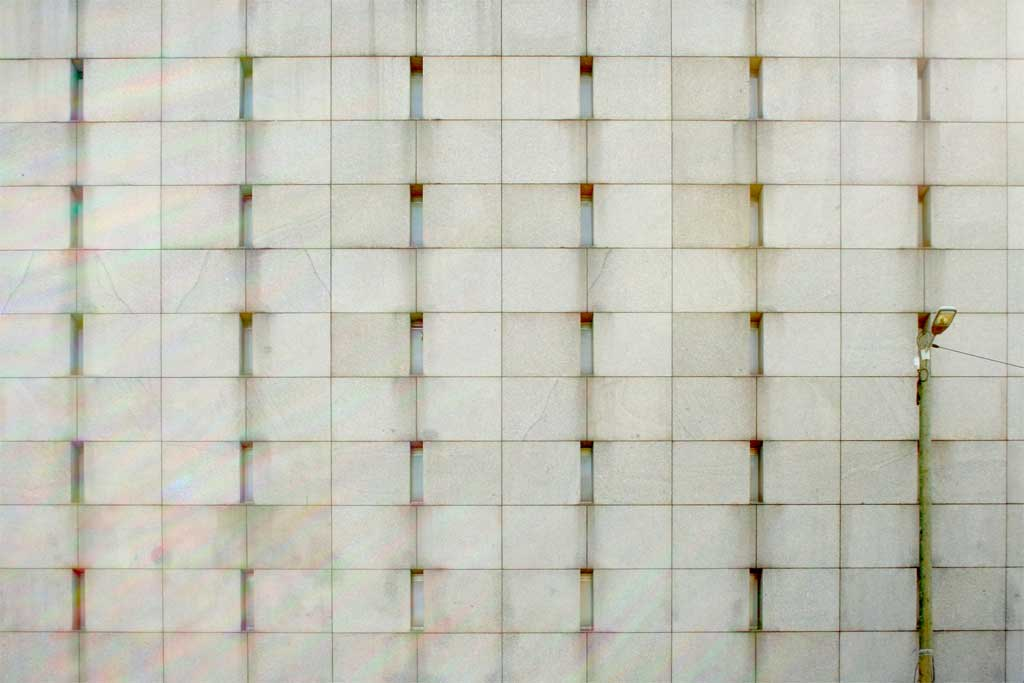
Fassade des Historischen Archivs der Stadt Köln 2006; Schlitze in der Fassade dienten der indirekten Beleuchtung und der natürlichen Belüftung des Archivguts.

Haferkamp studierte ab November 1943 als Schüler von Hans Schwippert an der RWTH Aachen Architektur. Etwa 1952 trat er in das Hochbauamt der Stadt Köln ein. Unter seiner Planung entstanden ab 1954 eine Reihe von Schulbauten in Köln, so etwa der Wiederaufbau des Gymnasiums Deutz in der Schaurtestraße (1955), die Realschule Lassallestraße in Mülheim (1956) sowie die Berufsschule in der Weinsbergstraße in Ehrenfeld (1963).
Von 1969 bis 1971 leitete er den Neubau des Historischen Archivs der Stadt Köln an der Severinstraße. Dabei setzte er zum Schutz des Archivgutes vor den unterschiedlichsten Witterungs- und Klimaeinflüssen auf eine selbstregulierende Lösung, die mit wenig zusätzlicher Klimatechnik auskam. Dieses Modell für die Klimatisierung wurde zum Vorbild für zahlreiche nachfolgende Archivbauten, so etwa das Allgemeine Reichsarchiv der Niederlande in Den Haag 1980, das Staatsarchiv des Kantons Zürich (1985), das Bundesarchiv in Koblenz (1986) sowie die Staatsarchive in Leipzig und Darmstadt (jeweils 1994). Haferkamp starb 1994 und wurde auf dem Friedhof in Bensberg beigesetzt.

## Bauten
- 1954: Turnhalle Volksschule Zugweg 42, Neustadt-Süd[5]
- um 1955: Kindergarten Rheinaustraße, Altstadt-Süd (mit Fritz Lammersen)[6]
- 1955: Wiederaufbau des Gymnasiums Deutz mit Aula, Schaurtestraße (mit Walter Mayer)
- 1953–1956: Realschule Lassallestraße, Mülheim (mit Annemarie Weimann)[7]
- 1956/1957: Städtische Volksbücherei Hollweghstraße, Kalk[7]
- 1959: Erweiterung und Wiederaufbau des Gymnasiums Kantstraße 1–3, Köln-Kalk
- 1960: Erweiterungsbau der Realschule Sülzgürtel, Sülz
- 1963–1964: Aula des Herder-Gymnasiums, Kattowitzer Straße 52, Buchheim[8]
- um 1957: Volksschule Fußfallstraße, Merheim (mit Annemarie Weimann)[9]
- 1961–1962: Volksbücherei Zollstock (Ausführung durch Günther Baumsteiger)[10]
- 1963: Berufsschule Weinsbergstraße, Ehrenfeld
- 1964–1965: Grundschule (Fertigschule) Volkhovener Weg, Volkhoven-Auweiler[11]
- 1964–1965: Grundschule (Fertigschule) Balsaminenweg, Seeberg[11]
- 1964–1965: Grundschule Rendsburger Platz, Mülheim (Fertigschule)[11]
- 1966–1967: Grundschule, Bocklemünd-Mengenich[12]
- 1966–1967: Grundschule An der Kaulen, Worringen[12]
- 1966–1967: Grundschule Ostheim[12]
- 1965–1968: Sonderschule für Körperbehinderte an der Belvederestraße, Müngersdorf (mit Annemarie Weimann)
- 1967–1968: Grundschule, Seeberg (mit Dipl.-Ing. Bönninger)[13]
- 1967–1968: Grundschule Helene-Weber-Platz, Neubrück (mit Bönninger)[13]
- 1969–1971: Gebäude des Historischen Archivs, Severinstraße 222–228, Altstadt-Süd